# Площадь Адмирала Лазарева (Владимир)
Площадь Адмирала Лазарева — одна из площадей города Владимира, является центральной частью кольцевой на пересечении проспекта Строителей, улиц Красноармейской, Чайковского, Балакирева и бульвара Художника Иванова. Находится на границе Ленинского и Октябрьского районов города.
Площадь имеет форму многоугольника. К площади Адмирала Лазарева не относится ни одного дома.

## История
Нынешнее название безымянная площадь получила в 1999 году в честь русского учёного-мореплавателя и военно-морского деятеля Михаила Петровича Лазарева — уроженца города Владимира.